# Forestur
A Forestur (Testre szabott tréning a falusi turizmus szakértői számára) egy, a részben az Európai Unió által, a Leonardo Da Vinci Programon keresztül támogatott mintaprojekt. Célja a szaktudás fejlesztése a szakértők számára egy online élethosszig tartó tanulást segítő szolgáltatás segítségével.

## A projekt bemutatása
A projekt célja, hogy az idegenforgalmi szakértői hasznát vegyék a folyamatos tréningeknek, melyek az igények alapján lettek kialakítva. A turizmus kritikus ágazattá és fontos részévé vált a legtöbb falusi térségnek Európában. Munkalehetőségeket teremt, változatossá teszi a helyi és/vagy a regionális gazdaságot és általában hozzájárul a falusi ágazat fejlesztéséhez.
A vidéki térségek a jövőben fontos kihívásokkal kerülnek szembe, figyelembe véve a gazdasági növekedést, foglalkoztatást és fenntarthatóságot. Másrészt a szabadidővel és a turizmussal kapcsolatos tevékenységek előnyösebb helyzetet teremtenek majd és nagyobb felelősséggel fognak hozzájárulni a természeti erőforrások megőrzéséhez. Az emberi tőkébe való beruházás kulcsfontosságú a vidéki térségben ahhoz, hogy szembenézzen ezen kihívásokkal.
A Forestur növekvő szakértelmet céloz meg,  szabott folyamatos tréningek segítségével, melyek az előre meghatározott követelmények alapján lettek kialakítva.
A vidéki turizmus szakértői általában nehezebben jutnak új tréning lehetőségekhez a nagyvárosi és vidéki környezet közti távolság miatt, mikro vállalkozások képezte szektor struktúra miatt, vagy csak nincsenek tisztában a megfelelő továbbképzések fontosságával.
Az Információs és Kommunikációs Technológia (IKT) A tréning könnyítése céljából megfelelő keretrendszert biztosít. A projekt megpróbálja kihasználni az Internet adta új lehetőségeket, leküzdve ezzel a földrajzi elszigeteltséget. Ezenkívül az IKT  alternatívát is képvisel a vidéki utazási irodák hagyományos működtetéséhez. A nyilvánosság számára szélesebb körben biztosít lehetőségeket, leegyszerűsíti az adminisztrációs munkát, mint például a számlázást, vagy a könyvelést, stb. A Forestur a vidéki turizmus számára speciális tréning igényeket fog meghatározni, és létre fog hozni egy IKT alapú tréning módszertant.

## Célközönség
A projekt főleg a idegenforgalmi szakértőknek készült (alkalmazottak és menedzserek). Végfelhasználói: a helyi és regionális fejlesztő irodák, és döntéshozók; idegenforgalmi társaságok; a vidéki szolgáltató gazdálkodások; és a folyamatosan képzett szakértők.

## Várt eredmények
- Jelentés a részt vevő országok vidéki környezetének továbbképzési igényeiről.
- IKT alapú tréning módszertant alkalmazza a turisztikai szektor
- Távoli területek idegenforgalmi szakértői számára alkalmas tréning anyagok (CD és letölthető anyagok a websiteról)
- Online tréning platform (nyílt forrású software)
- Kézikönyvek az oktatók számára

Partnerség
- Florida Training Centre
- Fundación Comunidad Valenciana - Región Europea
- CIDAF. Innovation & Business Development Center Archiválva 2007. augusztus 21-i dátummal a Wayback Machine-ben
- Bucovina Tourism Association
- Pixel
- CIA. Confederazion Italiana Agricoltori della Provincia de Firenze Archiválva 2007. március 29-i dátummal a Wayback Machine-ben
- Europrofessional Hungary EC
- Hungarian Federation of Rural and Agrotourism Archiválva 2010. augusztus 5-i dátummal a Wayback Machine-ben
- Tuejar Town Council